# Frequentis
Frequentis ist ein international agierendes österreichisches Hightech-Unternehmen mit Sitz in Wien. Die Firmengruppe entwickelt Flugsicherungssysteme sowie Software für Sicherheitsbehörden.

## Geschichte
Das Unternehmen wurde 1947 durch Emanuel Strunz in Wien gegründet. Ingenieure der Firma produzierten damals verschiedenste technische Produkte, die im Zuge des Wiederaufbaus notwendig waren, wie beispielsweise Funkanlagen inkl. Zubehör für Elektrizitätswerke, Zolldienste, Gendarmerie/Polizei und Feuerwehr. 1950 wurde etwa eine Radiostation „Vienna II“ für die RAVAG in der Thaliastraße aufgebaut. 1955 folgte der erste Flugsicherungs-Auftrag für den Flughafen Wien-Schwechat.
1983 übernahm Hannes Bardach zuerst die technische Geschäftsführung und 1986 im Zuge der österreichischen Management-Buy-out-Initiative auch die Anteile des Unternehmens. Bardach baute das Kleinunternehmen mit damals 45 Mitarbeitern und einem Umsatz von 2,9 Mio. Euro zu einer international tätigen Unternehmensgruppe aus. Es gehört heute zu Österreichs größten Hidden Champions.
In den 1990er Jahren setzte das Unternehmen entscheidende Impulse bei der Einführung volldigitaler Sprachvermittlungssysteme in der Flugsicherung – das weltweit erste Großsystem wurde bei der europäischen Flugsicherung Eurocontrol installiert. Frequentis ist auch am SESAR-Programm (Harmonisierung des Flugverkehr-Managements) beteiligt.

## Verbreiterung der Aktivitäten
Ab Ende der 1990er Jahre erfolgte eine Verbreiterung der Geschäftsaktivitäten aus dem Stammgeschäft der Flugsicherung in andere sicherheitsrelevante Bereiche, wie Öffentliche Sicherheit, Bahn und Schifffahrt.
2005 erhielt das Unternehmen den Auftrag für die Errichtung eines integrierten Kommunikationssystems für die London Metropolitan Police („Scotland Yard“), 2006 folgte der Auftrag für die Leitzentralen-Ausstattung des norwegischen Sicherheitsnetzes Nødnett. 2007 erfolgte die Ausstattung der NASA mit einem Sprachkommunikationssystem, 2010 konnte ein Großauftrag der Kanadischen Küstenwache verbucht werden. In Brasilien konnte Frequentis 2014 ein landesweites Air Traffic Managements Network errichten und 2016 erfolgte die Übernahme der wesentlichen Assets der deutschen COMSOFT Solutions GmbH durch die Frequentis AG.
International ist das Unternehmen durch Gesellschaften, Niederlassungen und Vertretungen in über 50 Ländern vertreten und gilt als Weltmarktführer für sichere Kommunikationsnetze.
Seit 14. Mai 2019 sind die Aktien der Frequentis AG im General Standard der Frankfurter Wertpapierbörse und im Prime Market der Wiener Börse notiert.